# 窦娥冤

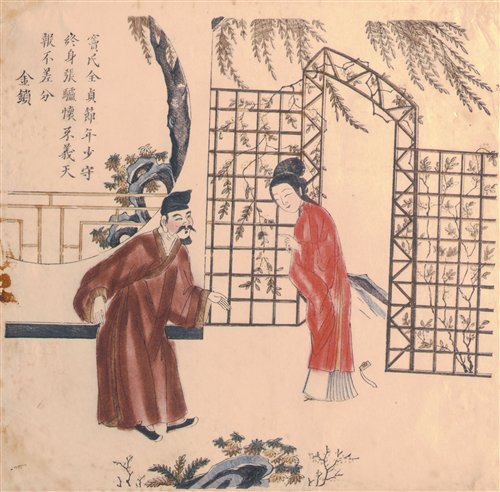

《感天动地窦娥冤》，简称窦娥冤，是元朝关汉卿的杂剧代表作，取材自“东海孝妇”的民间故事。情節反映出元代貪污官吏「無心正法」，草菅人命，以及百姓有冤無路訴的黑暗現實和政治弊病。
《竇娥冤》曾改編為傳奇《金鎖記（明傳奇，非張愛玲版本）》及地方戲曲《六月雪》，後人常以故事中的「六月飛霜」比喻冤情。王國維認為《竇娥冤》一劇“即列之于世界大悲剧中，亦无愧色也。”

## 劇情
本劇共四折一楔子。

### 楔子
女主角竇端雲自小因为父亲窦天章无钱還債，被送到蔡家當兒媳婦（即童养媳），改名竇娥，過了一段雖然艱苦但還算是幸福的生活。

### 第一折
婚后不到兩年，窦娥丈夫去世，窦娥与蔡婆相依为命。蔡婆向欠十兩銀子的賽盧醫討債，不成功之餘反而更差點被勒死，恰好獲張驢兒兩父子所救。不料张驴儿是個地痞無賴，趁機搬進蔡家後，威迫婆媳與他們父子成親，窦娥嚴辭拒绝。

### 第二折
张驴儿想毒死蔡婆以霸佔竇娥，便以告發企圖勒死蔡婆之事威脅，向賽盧醫討來毒藥，在羊肚湯里面下毒。不料反而被父親誤喝，毒死了父亲。於是，張驢兒诬告窦娥杀人之罪。太守桃杌严刑逼供，竇娥不忍心婆婆連同受罪，便含冤招認毒死張父，被判死刑。

### 第三折
秋天过后，竇娥被五花大绑，押赴刑場，由刽子手斩首示众。临刑前，窦娥为表明自己冤屈，指天立誓，死后将血溅白练而血不沾地、六月飛霜（降雪）三尺掩其屍、楚州大旱三年，結果血濺白練和六月降雪當場应验。

### 第四折
三年后，窦娥的冤魂向已經金榜題名，擔任廉访使的父亲竇天章控訴，得以重审。竇天章將賽盧醫發配充軍，昏官桃杌被革職、永不敍用，張驢兒被凌遲，窦娥之冤得以平反，全劇正式結束。

## 经典名句
- 花有重開日，人無再少年。不須長富貴，安樂是神仙。

- 我做官人勝別人，告狀來的要金銀；若是上司當刷卷，在家推病不出門。

- 为善的受贫穷更命短，造恶的享富贵又寿延。天地也！做得个怕硬欺软，却原来也这般顺水推船。地也，你不分好歹何为地！天也，你错勘贤愚枉做天！哎，只落得两泪涟涟。

- 你道是天公不可期，人心不可憐，不知皇天也可從人願。做甚麽三年不見甘霖降？也只為東海曾經孝婦冤。如今輪到你山陽縣。這都是官吏每無心正法，使百姓有口難言。[3]

## 主要角色
- 窦娥：正旦
- 窦天章：冲末
- 蔡婆：卜儿
- 张父：孛老
- 张驴儿：副净
- 赛卢医：净
- 太守桃杌：孤

## 影视
- 《中国传世经典名剧》之《窦娥冤》
- 《倩女奇冤》之《新窦娥冤传奇》
- 1959年《六月雪》 芳豔芬 飾 竇娥 (電影)
- 1976年《民間傳奇之竇娥冤》 李司棋 飾 竇娥 (香港無線電視劇)
- 1994年《天師鍾馗之六月雪》 傅娟 飾 竇娥 (臺灣創新社、新加坡電視機構)